# Amtsgericht Rödding
Das Amtsgericht Rödding war ein deutsches Amtsgericht mit Sitz in Rödding.

## Geschichte
Bis 1866 wurde die Rechtsprechung in Rödding durch das Haderslev Amt wahrgenommen.
Mit der Annexion Schleswig-Holsteins wurden 1867 in der nunmehr preußischen Provinz fünf Kreisgerichte und das übergeordnete Appellationsgericht Kiel eingerichtet. Als Eingangsgerichte wurden Amtsgerichte geschaffen, darunter das Amtsgericht Rödding als eines von 19 Amtsgerichten des Kreisgerichts Flensburg. Den Gerichtssprengel bildete die Kirchspiele Jels, Osterlinnet, Rödding, Strave, Schottburg, Hygum, Lintrup, Hjerting, Calslund und Fohl schleswigschen Anteils und Gramm.
Mit dem Inkrafttreten des deutschen Gerichtsverfassungsgesetzes am 1. Oktober 1879 wurden reichsweit einheitlich Amts-, Land- und Oberlandesgerichte geschaffen. Das Amtsgericht Rödding blieb bestehen und war nun dem Landgericht Flensburg nachgeordnet.
Sein Gerichtsbezirk umfasste daraufhin aus dem Kreis Hadersleben die Gemeindebezirke Brendstrup, Dover, Endrupskov, Fedstedt, Fohl, Grammby, Grönnebek, Hjerting, Hjortwatt, Hügum, Jels, Kastrup, Kjöbenhoved, Langetwedt, Lintrup, Meilby, Osterlinnet, Rödding, Schottburg, Studstrup, Stenderup II, Thiset, Tornum und Westerlinnet sowie den Gutsbezirk Gramm. Am Gericht bestand 1880 eine Richterstelle. Das Amtsgericht war damit ein kleines Amtsgericht im Landgerichtsbezirk.
1919 wurde der Sprengel des Amtsgerichts Rödding dänisch und die Geschichte des Amtsgerichts Rödding endete. In Dänemark wurde mit Gesetz vom 28. Juni 1920 das Retten i Rødding eingerichtet. Dieses bestand bis 1972. Seit 1972 besteht kein Eingangsgericht mehr in Rödding, das zuständige Gericht war ab dann das Retten i Sønderborg in Sonderburg. In Rödding besteht weiter eine Zweigstelle dieses Gerichtes.